# Сарбопеев, Орак Куангалиевич
Орак Куангалиевич Сарбопеев (каз. Орақ Қуанғалиұлы Сарбөпеев; род. 3 декабря 1971, п. Шетпе, Мангышлакский район, Мангышлакская область, Казахская ССР) — экс-аким города Жанаозен Мангистауской области.

## Образование
В 1994 году окончил Казахский национальный технический университет им. К. Сатпаева (КазНИТУ), получив специальности «горный инженер».
В 2001 году окончил Актауский государственный университет им. Ш. Есенова, получив специальности «экономист».

## Трудовая деятельность
- Оператор по добыче нефти и газа, мастер КРС НГДУ-1 ОАО «Узеньмунайгаз» (1994—1996);
- Ведущий инженер, технолог, начальник нефтепромыслового участка, начальник цеха НГДУ № 1, ведущий инженер ОАО «Узеньмунайгаз» (1996—1999);
- Начальник Центрального пункта подготовки нефти УПНиПО ОАО «Узеньмунайгаз» (1999—2000);
- Главный технический менеджер Группы управления и реализации проекта МБРР по реабилитации Узеньского нефтяного месторождения (2000—2002);
- Главный технический менеджер, начальник опытно-экспериментального производственного управления ПФ «Озенмунайгаз» АО «РД КМГ» (2002—2007);
- Начальник НГДУ «Кайнармунайгаз» ПФ «Эмбамунайгаз» АО "РД «КазМунайГаз» (2007—2008);
- Начальник НГДУ «Жаикмунайгаз» ПФ «Эмбамунайгаз» АО "РД «КазМунайГаз» (2008—2009);
- Аким города Жанаозен Мангистауской области (20 декабря 2009-февраль 2012);
- С 2016 года — Советник Ген.директора АО «КазНИПИ».[1]

Сарбопеев после протестов 2011 года был арестован.
На суде Сарбопеева присяжные полностью оправдали.
На повторным суде, состоявшимся в Актобе, по факту получения взятки экс-аким присяжными был оправдан. Но по другой статье Сарбопеев («подготовка к преступлению») был приговорён к 10 годам лишения свободы.
В январе 2015 года вступил в силу новый уголовный кодекс. Вследствие этого, Орак Сарбопеев обратился в суд с просьбой пересмотреть его дело. В марте 2015 года суд постановил снизить срок до восьми лет. В том же году решением суда, Сарбопеев выплатив штраф в размере 600 тысяч тенге и отсидев половину срока вышел на свободу